# 牡丹江市
牡丹江市，简称牡，是中华人民共和国黑龙江省下辖的地级市，亦為中華民國松江省之省會，位于黑龙江省东南部，因牡丹江橫跨市區因而得名。市境东北邻鸡西市、七台河市，西界哈尔滨市，南接吉林省延边州，东抵俄罗斯滨海边疆区。地处张广才岭、老爷岭之间的谷地，森林覆盖率高。松花江右岸支流牡丹江纵贯全境，其上游有中国最大的高山堰塞湖——镜泊湖；东部有乌苏里江支流穆棱河；东南部有注入日本海阿穆尔湾的绥芬河，市人民政府驻东安区卧龙街12号。
牡丹江市是黑龙江省第三大城市，是該省最南部的一座城市，亦是黑龙江省东部最大的城市和政治、文化、交通、科技、经济中心。境内的绥芬河沿岸的东宁市是中俄进行邊境贸易的重要口岸。牡丹江海浪机场拥有六条国际航线和数条国内航线，是中国东北地区的七大航空港之一。

## 历史
牡丹江是由满语“穆丹乌拉”转变为汉语的，“穆丹”在满语中是“弯曲”的意思，“乌拉”是江的意思。牡丹江的名字实际上是“弯弯曲曲的江”。
牡丹江市的历史悠久，自商朝直到隋朝的二千三百多年间一直是满族人的先祖肃慎、挹娄、勿吉的世居地。唐代时期该地属于渤海国五京之首上京龙泉府，亦是全國首都，城市整體佈局仿造鄰國大唐長安而建，占地亦達到了十六平方公里，分外城、內城和宮城。外城為土牆，內城為石牆，宮城為玄武岩牆。五座迴廊相連的大殿排列在南北軸線上。渤海國曾被稱之為“海東勝國”，經濟鼎盛一時，是曾與大唐關係，交流最為密切的國家之一。當時渤海國與朝鮮半島關係緊密，渤海人自稱自己為高句麗的繼承人，而渤海國與朝鮮半島則被外間稱之為“南北國”。
926年渤海國被契丹所滅後，其北部領土被契丹吞併，部分南部領土則被高麗吞併。
遼代属于上京胡里改路，金代和元代则属万户府直辖，明代和清代是宁古塔将军和吉林将军所管辖地方。由于清代朝廷一直以“祖宗发源之圣地”为由实行禁止垦荒政策，直到1898年沙俄修筑中东铁路，设立了牡丹江火车站，才开始发展。

### 俄治時期
1914年，牡丹江彙聚了一批來自日本，俄國，英國，法國和丹麥等地的商人，並開始出現外國銀行以及洋行，其中法國利豐公司，英國華英公司，俄国宝隆洋行，丹麦宝隆洋行分別在牡丹江設置代銷處，令城市商業蓬勃發展1923年2月，五四運動組織者之一的馬駿回到牡丹江組織地下傳媒開始傳播新文化，對當時牡丹江市的青年一代影響至深。1925年，日本佐佐木公司在牡丹江開設鴉片館，是牡丹江市出現的第一個鴉片館。
1929年7月，“中東路事件”爆發，中華民國政府於7月7日對蘇聯宣戰，調國民革命軍師長郑泽生在牡丹江設防，并在新立屯建設飛機場，有飛機三架，是牡丹江市的第一個機場，但該年10月即被蘇聯空軍炸毀，全部飛機均報廢。

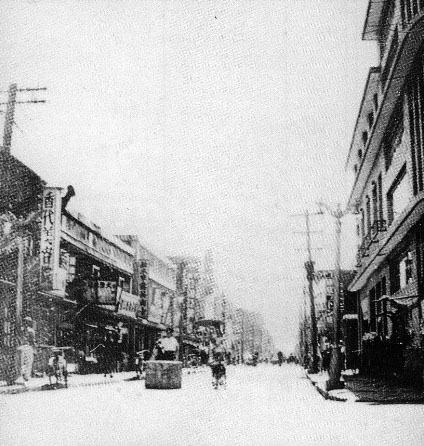
1942年的「汇通银座」（现解放路）

### 日占时期
满洲国时期，牡丹江一带是抗日联军将领周保中领导的抗联第2路军活动的地方，著名的抗联女战士“八女投江”就发生在牡丹江境内林口县。在九一八事变后，周保中率部戰敗，牡丹江成為日本的殖民地，為掠奪牡丹江市周邊的大量木材煤炭等资源，进一步加强铁路建设，牡丹江站因位于“满州里—绥芬河”“图们—佳木斯”绥满图佳两条铁路线的交叉点，成为重要的交通枢纽，幷於1937年12月建市，成为满洲国的一个省会。
1938年10月15日，日本在牡丹江市設立領事館，將牡丹江市的級別提升爲滿洲國的特別市，并設立满洲纸浆株式会社，满洲真空株式会社和鏡泊湖水利發電所，牡丹江的政治和經濟地位在此後大為提升。1940年3月1日，日语報紙《东满日日新闻》在牡丹江市創刊發行，成為牡丹江市歷史上的第一份報紙，同年8月1日，中文版發行。1943年7月，滿洲國政府在牡丹江市設立滑翔機研究所及訓練場，即現在的海浪機場雛形。
1945年8月8日，蘇聯對日宣戰，并迅速突破過境，佔領綏芬河、東寧等地，直逼牡丹江市中心。8月10日夜間，日本在牡僑民大量撤退，造成牡丹江火車站混亂，政府出動軍隊維持秩序，但依舊造成多人死傷。8月9日-8月13日蘇聯空軍多次對市區進行轟炸，大量政府機構被炸毀，其中包括日本駐華領事館；并造成市民的大量傷亡。8月14日蘇聯紅軍進入牡丹江市區，並在16日完全佔領牡丹江市。
牡丹江在日治滿洲國期間經濟發展迅速，目前的大多數城市基礎建設，包括自來水淨水管道，城區電力系統佈局，工廠雛形均為日本規劃設計，在1930年代逐漸成為東北地區東北部的政治，經濟和文化中心。

### 第二次国共内战时期

1947年－1949年，牡丹江市為松江省省會

1945年8月，苏联军队发起八月风暴行动，随后攻入东北地区。8月15日，日本无条件投降。8月16日，苏军攻占牡丹江市。这是苏军在东北攻占的第一个城市。此后，随着满洲国政府垮台，国民政府和中国共产党开始对东北地区的争夺。中共军队的李荆璞、金光侠部随苏军进入牡丹江市。国民政府试图接管牡丹江市、成立牡丹江市政府被中共阻止，未能成功。10月14日，成立牡丹江市人民政府，李荆璞任市长。
1946年3月，苏军撤回苏联，国民政府增兵东北。4月，中共政权成立了绥宁省，后改牡丹江省，省会设在牡丹江市。5月15日，国民政府方面发动牡丹江暴动，暴动被中共所挫败。1947年8月15日，牡丹江廣播電臺成立并開始向全境播音，後於1949年併入牡丹江人民廣播電臺。1948年10月牡丹江市并入松江省，牡丹江市亦成為松江省的省会。1949年，中华民国政府在第二次国共内战中失败撤退至台灣，共产党在中国大陆建立中华人民共和国政府，牡丹江作为最早的中共占领地之一，其松江省的省會行政地位并没有发生变化。

### 中华人民共和国时期
1954年6月19日，松江省被調整并入黑龙江省，牡丹江被撤銷省會行政級別后成為黑龍江省的一個地级市。1956年3月5日，國務院设立了牡丹江市专员公署，專屬機關駐牡丹江市。1967年1月16日市委和市政府被紅衛兵造反派接管，同月18日地委和专署亦被奪權，牡丹江市陷入無政府狀態。1968年2月6日，省革委决定，牡丹江地革委与牡丹江市革委机构合并，撤消牡丹江市建制。称“牡丹江地区革命委员会”，辖1个市11个县一个区。2月21日，地市公安局、检察院、法院机关開始实行军管，成立“牡丹江地区公安机关军事管制委员会”，城市司法系統被徹底打亂。
1969年3月，珍寶島事件爆發，牡丹江市作為中方最前線城市，被派駐大量解放軍陸軍以及裝甲師駐紮，陳錫聯部署瀋陽軍區空軍部隊將海浪機場先後兩次進行擴建，並派駐解放軍空軍第21殲擊師以及空軍雷達第六旅駐紮，海浪機場至此成為中華人民共和國最重要的邊防空軍基地之一。1972年5月，牡丹江電視臺開始試播，并首次開始自製節目，是黑龍江省的第一個市級電視臺。1973年9月1日，地市再次被分设，恢復牡丹江市建制，地革委會成為最高權力機構。1983年10月根据中华人民共和国国务院决定，地市再次合并，撤销地区行政公署，实行市带县的领导体制。而这一套体制至今仍在延续。

## 地理
牡丹江市位于黑龍江省的東南部，亦是全省最靠近南部的一座城市。西側是哈爾濱市，南側是吉林省，而東側則直接與俄羅斯接壤。
全市平均海拔230米，地形則是以山地，丘陵爲主，呈現出中山、低山、丘陵、河谷盆地四種地質形態，城市東部爲屬于長白山系的老爺嶺和張廣才岭，中部是牡丹江河谷盆地，整個地區凸現山勢幷且連綿起伏，亦縱橫河流，被稱爲「九分山水一分田」。
牡丹江地區的海拔最高處位于張廣才岭的白突山，其海拔高度爲1686.9米；而海拔最低地區則是位于綏芬河市與俄羅斯的邊境地區，爲86.5米。

### 氣候
牡丹江市屬中温带大陆性季风气候，年平均溫度4.5度，城市氣候整體四季分明，但冬季時間長度明顯多于夏季。夏季溫度亦明顯低于中國南方其它部分城市，所以處于其境內的镜泊湖等自然度假區域亦在中華人民共和國境內爲小有名氣。冬季氣溫偏低，但是明顯高于黑龍江其它城市，幷且由于盆地原因風速亦偏低，境內的一些地方譬如位于海林市的雪鄉因爲獨特的地理位置和氣候環境亦聞名于外。
| 1981−2010年间牡丹江市的平均气象数据                   | 1981−2010年间牡丹江市的平均气象数据 | 1981−2010年间牡丹江市的平均气象数据 | 1981−2010年间牡丹江市的平均气象数据 | 1981−2010年间牡丹江市的平均气象数据 | 1981−2010年间牡丹江市的平均气象数据 | 1981−2010年间牡丹江市的平均气象数据 | 1981−2010年间牡丹江市的平均气象数据 | 1981−2010年间牡丹江市的平均气象数据 | 1981−2010年间牡丹江市的平均气象数据 | 1981−2010年间牡丹江市的平均气象数据 | 1981−2010年间牡丹江市的平均气象数据 | 1981−2010年间牡丹江市的平均气象数据 | 1981−2010年间牡丹江市的平均气象数据 |
| 月份                                                  | 1月                                 | 2月                                 | 3月                                 | 4月                                 | 5月                                 | 6月                                 | 7月                                 | 8月                                 | 9月                                 | 10月                                | 11月                                | 12月                                | 全年                                |
| ----------------------------------------------------- | ----------------------------------- | ----------------------------------- | ----------------------------------- | ----------------------------------- | ----------------------------------- | ----------------------------------- | ----------------------------------- | ----------------------------------- | ----------------------------------- | ----------------------------------- | ----------------------------------- | ----------------------------------- | ----------------------------------- |
| 平均高温 °C（°F）                                     | −10.2 (13.6)                        | −4.6 (23.7)                         | 3.4 (38.1)                          | 14.2 (57.6)                         | 21.0 (69.8)                         | 25.8 (78.4)                         | 27.7 (81.9)                         | 27.0 (80.6)                         | 21.6 (70.9)                         | 13.2 (55.8)                         | 1.4 (34.5)                          | −7.7 (18.1)                         | 11.1 (51.9)                         |
| 日均气温 °C（°F）                                     | −16.7 (1.9)                         | −11.5 (11.3)                        | −2.8 (27.0)                         | 7.4 (45.3)                          | 14.3 (57.7)                         | 19.6 (67.3)                         | 22.3 (72.1)                         | 21.5 (70.7)                         | 14.8 (58.6)                         | 6.3 (43.3)                          | −4.4 (24.1)                         | −13.5 (7.7)                         | 4.8 (40.6)                          |
| 平均低温 °C（°F）                                     | −21.7 (−7.1)                        | −17.3 (0.9)                         | −8.5 (16.7)                         | 1.1 (34.0)                          | 8.0 (46.4)                          | 14.1 (57.4)                         | 17.8 (64.0)                         | 17.0 (62.6)                         | 9.2 (48.6)                          | 0.7 (33.3)                          | −9.0 (15.8)                         | −18.0 (−0.4)                        | −0.5 (31.0)                         |
| 平均降水量 mm（）                                     | 6.6 (0.26)                          | 5.5 (0.22)                          | 13.2 (0.52)                         | 25.9 (1.02)                         | 57.8 (2.28)                         | 85.1 (3.35)                         | 136.8 (5.39)                        | 122.1 (4.81)                        | 55.3 (2.18)                         | 31.1 (1.22)                         | 13.6 (0.54)                         | 8.0 (0.31)                          | 561.0 (22.09)                       |
| 平均降水天数（≥ 0.1 mm）                              | 5.0                                 | 5.5                                 | 6.5                                 | 8.5                                 | 12.9                                | 15.9                                | 14.8                                | 13.9                                | 11.0                                | 8.5                                 | 6.8                                 | 5.8                                 | 115.1                               |
| 平均相對濕度（％）                                    | 68                                  | 63                                  | 56                                  | 53                                  | 58                                  | 67                                  | 75                                  | 77                                  | 73                                  | 65                                  | 64                                  | 69                                  | 66                                  |
| 月均日照時數                                          | 162.4                               | 180.2                               | 228.4                               | 218.2                               | 237.3                               | 221.1                               | 215.8                               | 208.3                               | 206.6                               | 195.6                               | 156.8                               | 136.8                               | 2,367.5                             |
| 可照百分比                                            | 57                                  | 62                                  | 62                                  | 54                                  | 52                                  | 48                                  | 46                                  | 48                                  | 55                                  | 58                                  | 55                                  | 50                                  | 53                                  |
| 来源：中国气象局（1971−2000年间的降水天数和日照数据） |                                     |                                     |                                     |                                     |                                     |                                     |                                     |                                     |                                     |                                     |                                     |                                     |                                     |

## 政治

### 现任领导
| 机构     | · 中国共产党 · 牡丹江市委员会 | 牡丹江市人民代表大会 常务委员会 | 牡丹江市人民政府  | · 中国人民政治协商会议 · 牡丹江市委员会 |
| 职务     | 书记                          | 主任                            | 市长              | 主席                                    |
| -------- | ----------------------------- | ------------------------------- | ----------------- | --------------------------------------- |
| 姓名     | 张国军                        | 张鸿雁（女）                    | 杨勇              | 王志刚                                  |
| 民族     | 汉族                          | 汉族                            | 汉族              | 汉族                                    |
| 籍贯     | 黑龙江省嫩江市                |                                 |                   | 黑龙江省海林市                          |
| 出生日期 | 1969年4月（56歲）             | 1969年12月（55歲）              | 1974年2月（51歲） | 1967年8月（57歲）                       |
| 就任日期 | 2024年9月                     | 2024年1月                       | 2024年9月         | 2024年1月                               |

### 行政区划
牡丹江市现辖4个市辖区、1个县，代管5个县级市。
- 市辖区：东安区、阳明区、爱民区、西安区
- 县级市：绥芬河市、海林市、宁安市、穆棱市、东宁市
- 县：林口县

## 人口
截止2022年末，牡丹江市户籍人口241.1万人，其中市区83.9万人。户籍人口中：城镇人口144.7万人，乡村人口96.3万人；城镇人口占总人口的比重（户籍城镇化率）为60%。
根据2020年第七次全国人口普查，全市常住人口为2,290,208人。同第六次全国人口普查的2,798,723人相比，十年共减少了508,515人，下降18.17%，年平均增长率为-1.99%。其中，男性人口为1,140,787人，占总人口的49.81%；女性人口为1,149,421人，占总人口的50.19%。总人口性别比（以女性为100）为99.25。0－14岁的人口为238,204人，占总人口的10.4%；15－59岁的人口为1,473,755人，占总人口的64.35%；60岁及以上的人口为578,249人，占总人口的25.25%，其中65岁及以上的人口为397,428人，占总人口的17.35%。居住在城镇的人口为1,507,096人，占总人口的65.81%；居住在乡村的人口为783,112人，占总人口的34.19%。

### 民族
牡丹江市大部分人口以及後代均是來自1930年代至1960年代，「闖關東」時期的山東省以及河北省民眾以及其後代。原居民在1930年代前多為滿族。城市现有少数民族38个，其中人口多達24万人，占全市总人口的8.7%。其中以朝鮮族市民居多，大部分分布于西安區，并建設有「朝鮮民族風情街」等民族氣息很濃的設施。
全市常住人口中，汉族人口为2,151,856人，占93.96%；各少数民族人口为138,352人，占6.04%。与2010年第六次全国人口普查相比，汉族人口减少464,530人，下降17.75%，占总人口比例增加0.47个百分点；各少数民族人口减少43,985人，下降24.12%，占总人口比例下降0.47个百分点。其中，朝鲜族人口减少29,991人，下降28.97%，占总人口比例下降0.49个百分点；满族人口减少15,047人，下降21.84%，占总人口比例下降0.11个百分点。
| 民族名称                | 汉族      | 朝鲜族 | 满族   | 回族  | 蒙古族 | 藏族 | 达斡尔族 | 苗族 | 壮族 | 锡伯族 | 其他民族 |
| ----------------------- | --------- | ------ | ------ | ----- | ------ | ---- | -------- | ---- | ---- | ------ | -------- |
| 人口数                  | 2,151,856 | 73,535 | 53,855 | 5,106 | 3,161  | 690  | 297      | 220  | 214  | 208    | 1,066    |
| 占总人口比例（%）       | 93.96     | 3.21   | 2.35   | 0.22  | 0.14   | 0.03 | 0.01     | 0.01 | 0.01 | 0.01   | 0.05     |
| 占少数民族人口比例（%） | －        | 53.15  | 38.93  | 3.69  | 2.28   | 0.50 | 0.21     | 0.16 | 0.15 | 0.15   | 0.77     |

## 经济

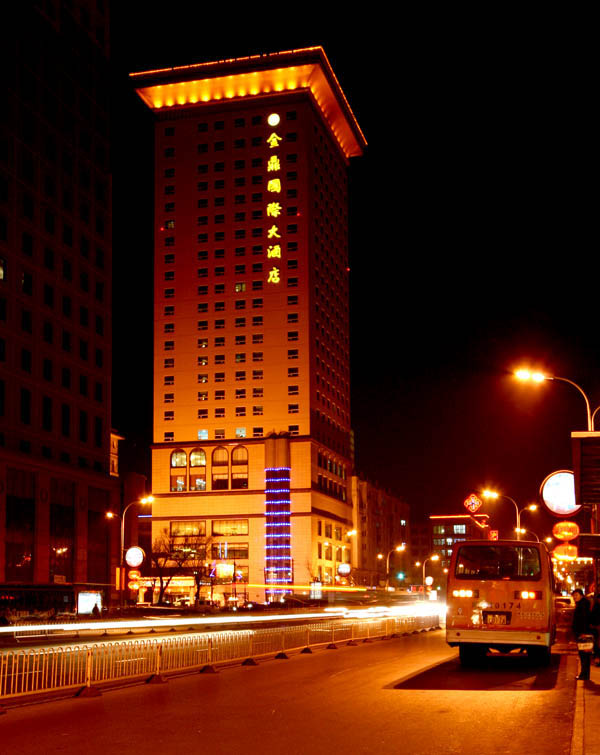
太平路商业街一角。拍摄于2008年2月

牡丹江的经济收入主要来自旅游业和轻工业。近年来在边贸领域拓展了新的经济增长点，经济对外贸易占黑龙江全省贸易总额的75%以上，并成为了全国最大的对俄罗斯贸易城市。牡丹江市拥有全国四大橡胶制造工厂之一的桦林橡胶厂，而北方工具厂则是以生产兵工产品著称的大型国有企业，位于市区的大宇造纸企业集团是黑龙江省内最大的外资工厂之一，另外还有一处大型的水利发电站莲花发电站建立在郊区。所辖穆棱市拥有中国大陆最大的风力发电基地之一的黑龙江华富穆棱风电项目。
目前經濟主要發展地區爲規劃中的江南新區，預計在2009年末城市人口將達到100萬，并且設立新的區域，即江南新區。
2009年國內生產總值603.4亿元，在黑龙江省排在哈爾濱市、大慶市、齊齊哈爾市和綏化市后，但人均國內生產總值则達到22416元人民幣，排在大慶市和哈爾濱市后名列全省第三位。

### 主要商业
牡丹江市主要的商業區位於東安區與西安區交界處的太平路商業區，以及東安區的東一條路步行街。包括大商集團牡丹江百貨大樓，大商集團新瑪特購物廣場，波斯特購物廣場，牡丹江勸業場在內的多個大型商場位於太平路；而在東一條路步行街上則興建了多個服裝品牌的專賣店，城市最大的超級市場大潤發牡丹江店亦位於該處。另外在太平路以及東一條路步行街上亦興建了多個四星級以上的酒店以及如肯德基在內的快餐連鎖店。
主要大型品牌商場有：大潤發、國美電器、蘇寧電器、百盛。

### 开发区
- 国家级

牡丹江对俄经济技术开发区 中国－俄罗斯信息产业园
- 省级

牡丹江市江南经济技术产业开发区 牡丹江市生物工业开发区 黑龙江省北药科技开发园区

## 交通
牡丹江市处于哈尔滨经俄罗斯海参崴到日本新潟的国际大通道中段，境内有3个县（市）与俄罗斯接壤，边境线长221公里，与俄罗斯远东地区有上百年的通商历史。牡丹江市与海参崴直线距离248公里，与纳霍德卡直线距离331公里，距黑龙江省进入日本海和太平洋最近的出海口俄罗斯海参崴市340公里，是黑龙江省东出海参崴、南下图们江的交通枢纽，从这里出海到日本比之大连港运距要短1600公里。境内有众多口岸 辖区内有牡丹江航空港、绥芬河铁路、公路和东宁公路4个国家一类口岸，年货运能力700万吨、客运能力200万人次，是东北亚区域经济合作中的一个重要的人员流动、物资集散、信息传递和交通中心。

### 城市軌道交通
牡丹江市輕軌第一期系統於2008年經國家發改委，鐵道部以及黑龍江省政府投資批准開始計劃，幷於2010年7月開工建設，路線起點牡丹江市，終點綏芬河市，總長度138公里，投資108億元人民幣，沿途共設置20個車站以及40個站臺，包括位於牡丹江城區內的牡丹江站，陽明區的鐵嶺站，磨刀石站，五林站等。
2010年7月開始計劃第二期建設，起點自牡丹江站，終點自開發中的鏡泊湖鏡泊鎮，軌道總長度120公里，沿途設置五個車站，包括牡丹江站，西安區的溫春站，寧安站，東京城站，以及鏡泊湖站。

### 民航
- 牡丹江海浪国际机场
- 牡丹江大嶺国际机场（在建）
- 绥芬河东宁机场（在建）

### 公路

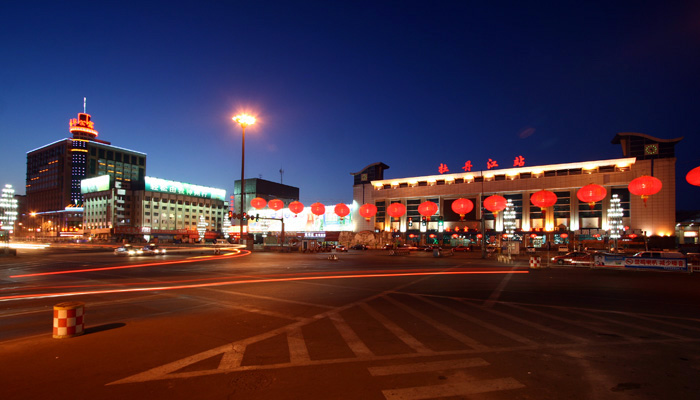
牡丹江火车站，摄于2008年2月

- 鹤大高速（鹤岗－大连）
- 哈牡高速公路（哈尔滨－牡丹江）
- 201国道、 301国道过境。

### 铁路
- 牡丹江火车站 中鐵特等站
- 濱綏铁路（哈爾濱－绥芬河）
- 图佳铁路（图们－佳木斯）
- 哈牡客运专线（設計時速250公里每小時）
- 牡佳客运专线（设计时速250公里每小时）

## 文化

### 樣板戲
1950年代開始后，「一本书」、「一台戏」使牡丹江市扬名全國。作家曲波以自己“解放战争”初期在牡丹江周边“剿匪”的经历为题材，写出了长篇小说《林海雪原》，此书成为当时的名著， 脍炙人口，也使人们在知道了杨子荣、高波等剿匪英雄的同时，初识了牡丹江这块神奇的土地。文化大革命期间，江青親自提名的8个样板戏唱响全国，以《林海雪原》改编的现代京剧《智取威虎山》，更让“打虎上山”的杨子荣家喻户晓，牡丹江亦因此在中國大陸地區知名度大增。

### 東北文化
牡丹江的社會整體文化分布大約在1940年代初步形成，但是對其影響至今社會階層文化則出現于1950年代后。由于大量來自河北省以及山東省的移民出現，牡丹江市與其它東北城市在同一個時期內一樣形成了一種結合當地民俗的獨特异樣文化氛圍。這些主要體現在飲食，衣著，生活方式，包括方言方面。
城市的方言為東北話，由於1920年代至1950年代城市曾在“闖關東”時期吸引大量華北，華東北部移民，對於年長的市民日常交流亦存在山東話，膠東話以及河北話。

### 飲食
城市的飲食體系主要以來自山東省的魯菜爲主，形成了東北菜中的炖菜、蘸醬菜等。但是牡丹江市在飲食方面又不同于其它中國東北城市，由于其擁有大量的朝鮮族居民，朝鲜菜亦是整個城市的主要飲食文化的組成部分之一。

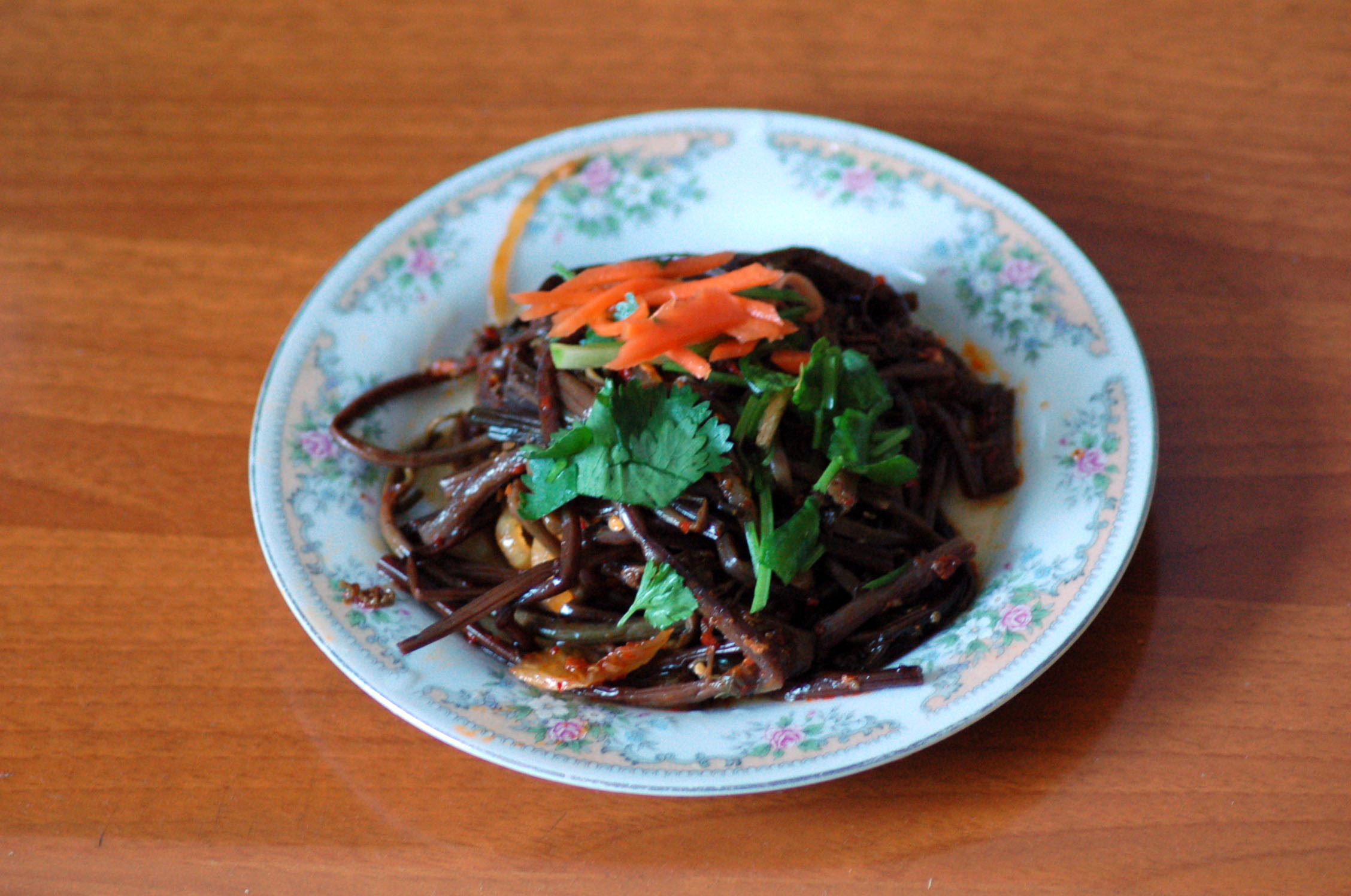
一盤朝鮮族風味飯饌「蕨菜」

在市民的主要飲食中，火鍋亦占據主導地位，这被认为是長期生活在寒冷而又漫长的冬季所致。狗肉火锅是牡丹江市的特色饮食之一，人们在冬季喜欢與朋友或家人围坐在一起用已經煮熟的狗肉放置在早已沸騰的火鍋內食用。通常在狗肉火鍋內還要加上枸杞子、豆腐、生菜、白菜等。另外狗肉由于大多數的朝鮮族市民食用而逐漸被漢族市民接受，并流行于整個城市。狗肉的加工程序亦會依照朝鮮半島的製作方法，用辣椒醬和狗油加工成為「狗醬」，在配合狗肉、狗排、狗內臟等蘸食。
另外，由於城市位於山區中，故亦以蘑菇、木耳、榛子、松子而出名，如蘑菇，木耳亦出口到全國各地以及海外。像東北菜中流行的燉菜中，就包括了一些蘑菇類食品，如小雞燉蘑菇等。
其它的當地特色飲食還有朝鮮冷面、東北酸菜等其它東北菜。

## 宗教
牡丹江市與中國大陸其他地區相同，是一個缺乏整體宗教信仰的世俗社會。大部分民眾并沒有正統的宗教信仰，但是亦有相當一部分人是佛教和基督教的信徒，在每年的耶誕節以及一些其他的紀念節日中，一些基督教信徒亦會進行一些集會來進行他們的信仰活動。另外，一些回族市民亦是伊斯蘭教的信仰者。牡丹江市圓通講寺亦是黑龍江省面積和影響力最大的佛教寺廟之一。
- 牡丹江市基督教协会
- 牡丹江市清真寺民主管理委员会
- 牡丹江市圆通講寺
- 牡丹江市基督教会怀恩堂
- 牡丹江市基督教教会天恩堂
- 牡丹江市基督教会平安教会
- 牡丹江市基督教会施恩堂
- 牡丹江市基督教会主恩堂
- 牡丹江市基督教会沐恩堂

## 教育

### 普通本科院校
（全国共742所）：
- 牡丹江师范学院（黑龍江省政府直屬，省教育廳直管）
- 牡丹江医学院（黑龍江省政府直屬，省教育廳，衛生廳和牡丹江市政府共建）

### 高职（专科）院校
- 牡丹江大学
- 黑龙江农业经济职业学院（黑龍江省農業委員會直管）
- 黑龙江林业职业技术学院
- 黑龙江幼儿师范高等专科学校

### 高级中学
- 牡丹江市第一高级中学（首批省重點高中 1962年）（首批示範性省重點高中 2002年）（全國特色高中建設項目學校 2009年）
- 牡丹江市第二高级中学 （首批市重點高中 1962年）（省重點高中 1993年） （首批示範性省重點高中 2002年）
- 牡丹江市第三高级中学（2005年省級示範高中）
- 牡丹江市第五高级中学（市級示範性高中）
- 牡丹江市第十五中学
- 牡丹江市育华中学
- 牡丹江市第八中學
- 牡丹江市第十七中学（原桦林橡胶厂子弟中学）
- 牡丹江市第二十中学
- 牡丹江市朝鮮族中學
- 牡丹江市久山中学
- 牡丹江華日高級中學
- 牡丹江市阳光高级中学
- 牡丹江师范学院附属中学
- 牡丹江女子中学

## 體育
1980年代前期主要以冰雪運動爲主，亦是國家冰雪運動的訓練基地之一。1980年代后已然以冰雪運動爲主，主要爲冰球，速度滑冰爲主，1990年代開始后滑雪運動盛行，這個期間牡丹江市爲國家培養了一批世界級的運動員，包括短道速滑名将李琰（现中国短道速滑队总教练），世界冠軍王曼丽。
2006年舉辦黑龍江省第十一届運動會，是牡丹江市有史以來承辦最大型的綜合性質運動會。
主要的體育設施包括牡丹江北山體育場，牡丹江東四體育館，牡丹江市師範學院游泳中心，牡丹江火车头体育场，牡丹江市室內滑冰場等。

## 旅游

### 鏡泊湖
镜泊湖风景名胜区（地质公园）为第一批中国国家重点风景名胜区，第四批国家地质公园，2002年第二批国家AAAA级旅游区，2006年第三批世界地质公园。

### 著名酒店
- 牡丹江世貿假日酒店，隸屬於洲際酒店集團，於2010年第四季度開業[21]
- 牡丹江金鼎国际大酒店
- 牡丹江市夏威夷国际大酒店
- 牡丹江福順天天大酒店
- 牡丹江饭店
- 北山賓館

### 其他主要旅游区
国家级森林公园、国家级自然保护区
- 镜泊湖国家森林公园
- 黑龙江牡丹峰国家森林公园和国家自然保护区
- 威虎山国家森林公园
- 火山口国家森林公园
- 三道关国家森林公园
- 绥芬河国家森林公园
- 兴隆国家森林公园
- 雪乡国家森林公园
- 佛手山国家森林公园
- 穆棱六峰山国家森林公园

全国重点文物保护单位
- 渤海国上京龙泉府遗址
- 五排山城址
- 小四方山城址
- 牡丹江边墙
- 侵华日军东北要塞
- 团结遗址
- 宁古塔将军驻地旧城遗址
- 绥芬河火车站候车室

第二批全国重点烈士纪念建筑物保护单位
- “八女投江”烈士群雕

其他旅游景点
- 横道河子东北虎饲养场
- 莲花湖

## 駐軍
- 中國人民解放軍第二〇九醫院
- 中國人民解放軍空軍第六十三旅
- 中國人民解放軍陸軍第七十八集團軍炮兵第七十八旅炮兵團
- 中央軍事委員會後勤保障部軍馬場
- 中國人民解放軍沈陽軍區守備第九師
- 黑龍江省軍區預備役部隊
- 黑龍江省軍區牡丹江市軍分區
- 中国人民武装警察部队黑龙江省总队牡丹江市邊防支隊
- 中国人民武装警察部队黑龙江省总队牡丹江市黃金支隊
- 中国人民武装警察部队黑龙江省总队牡丹江市森林警察支隊

## 名人

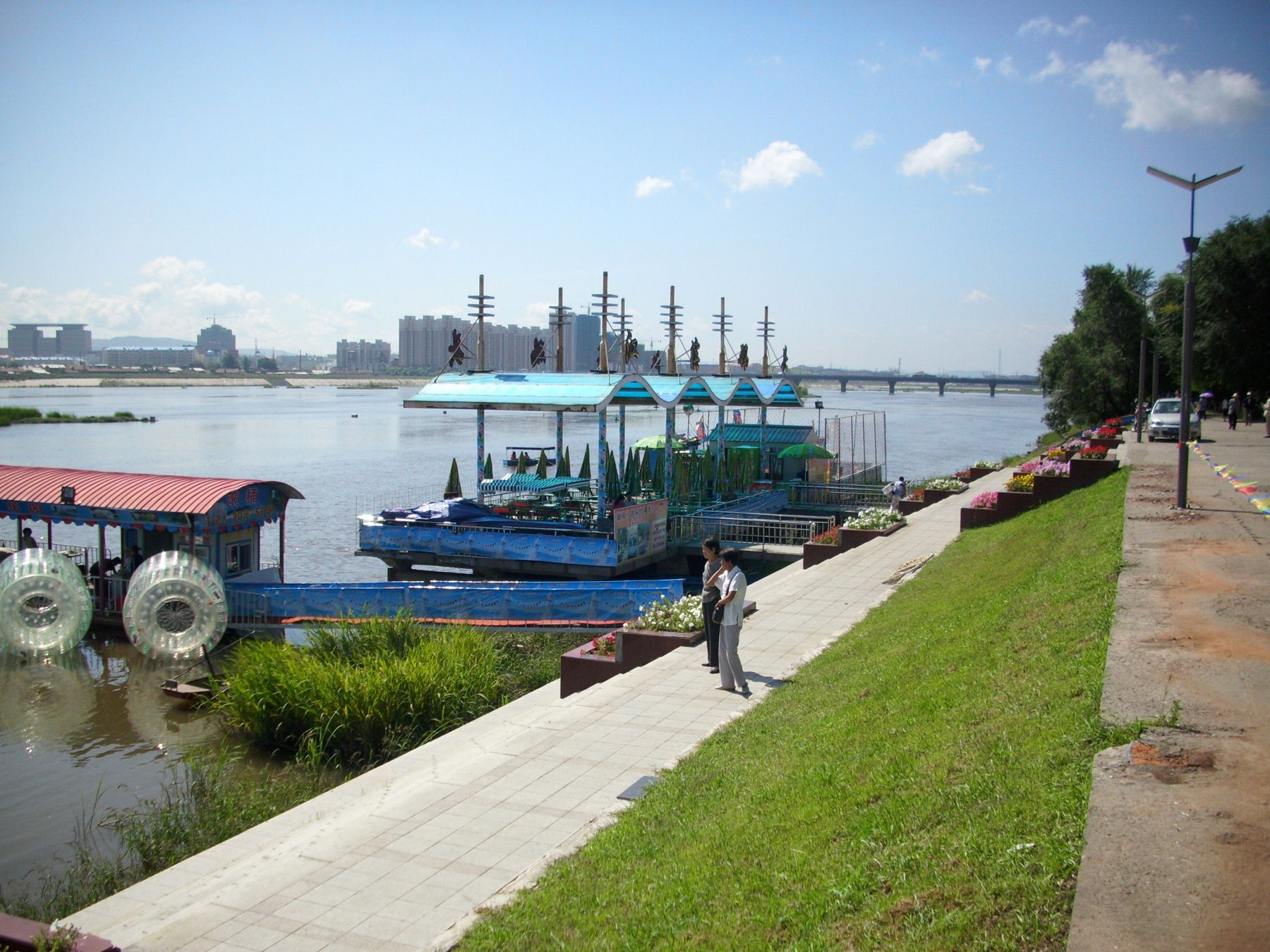
牡丹江
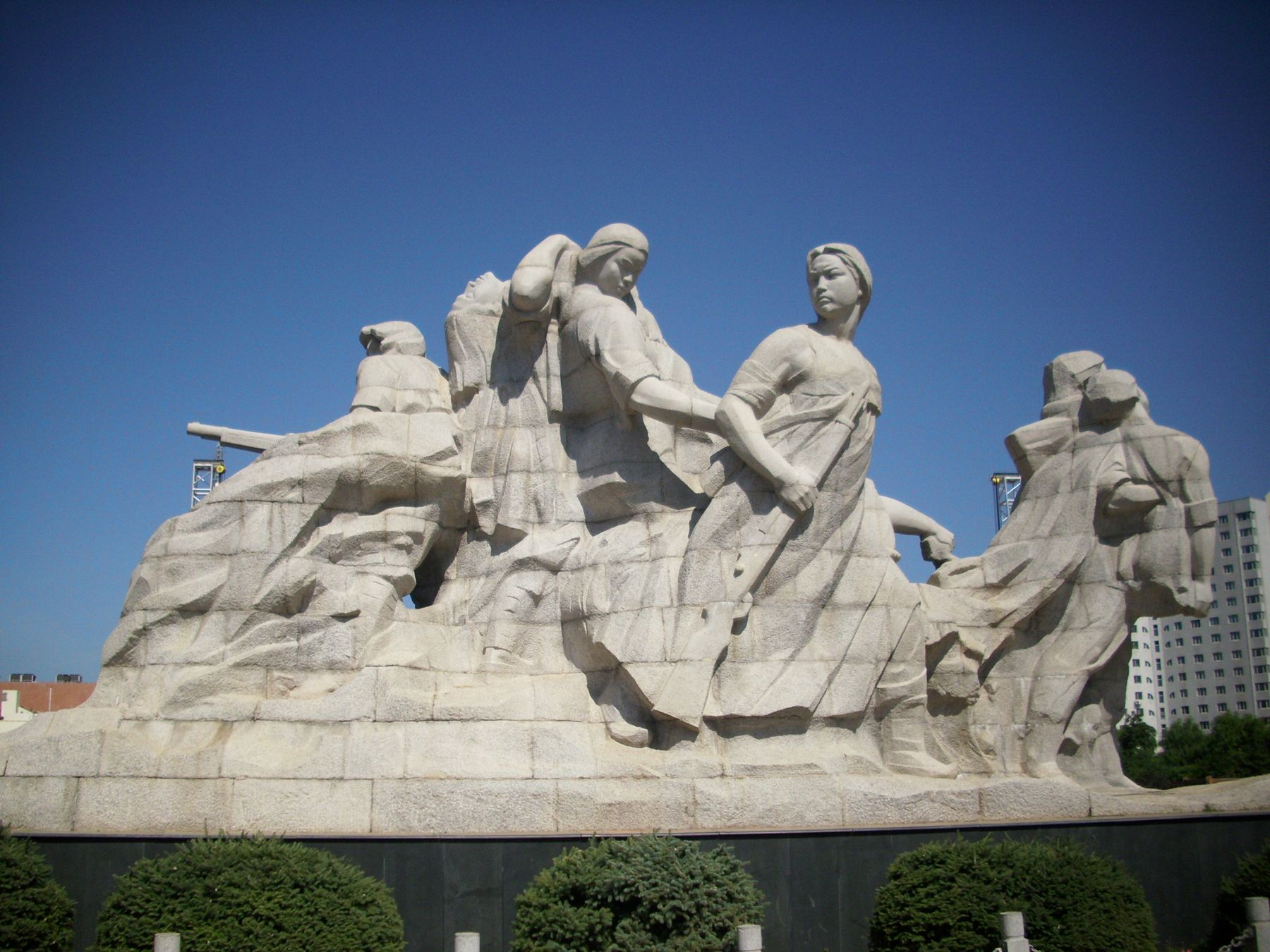
「八女投江」雕像
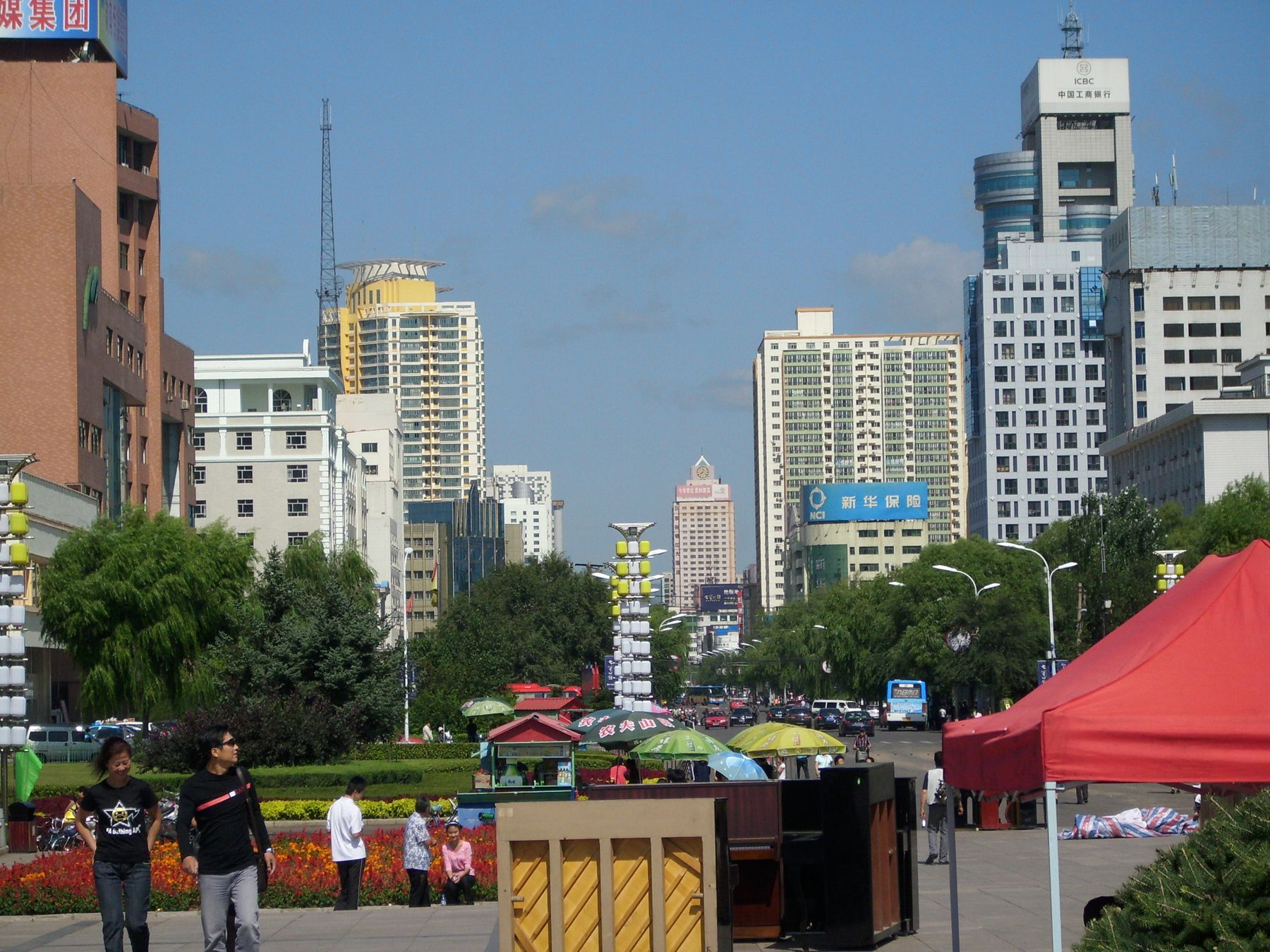
主街
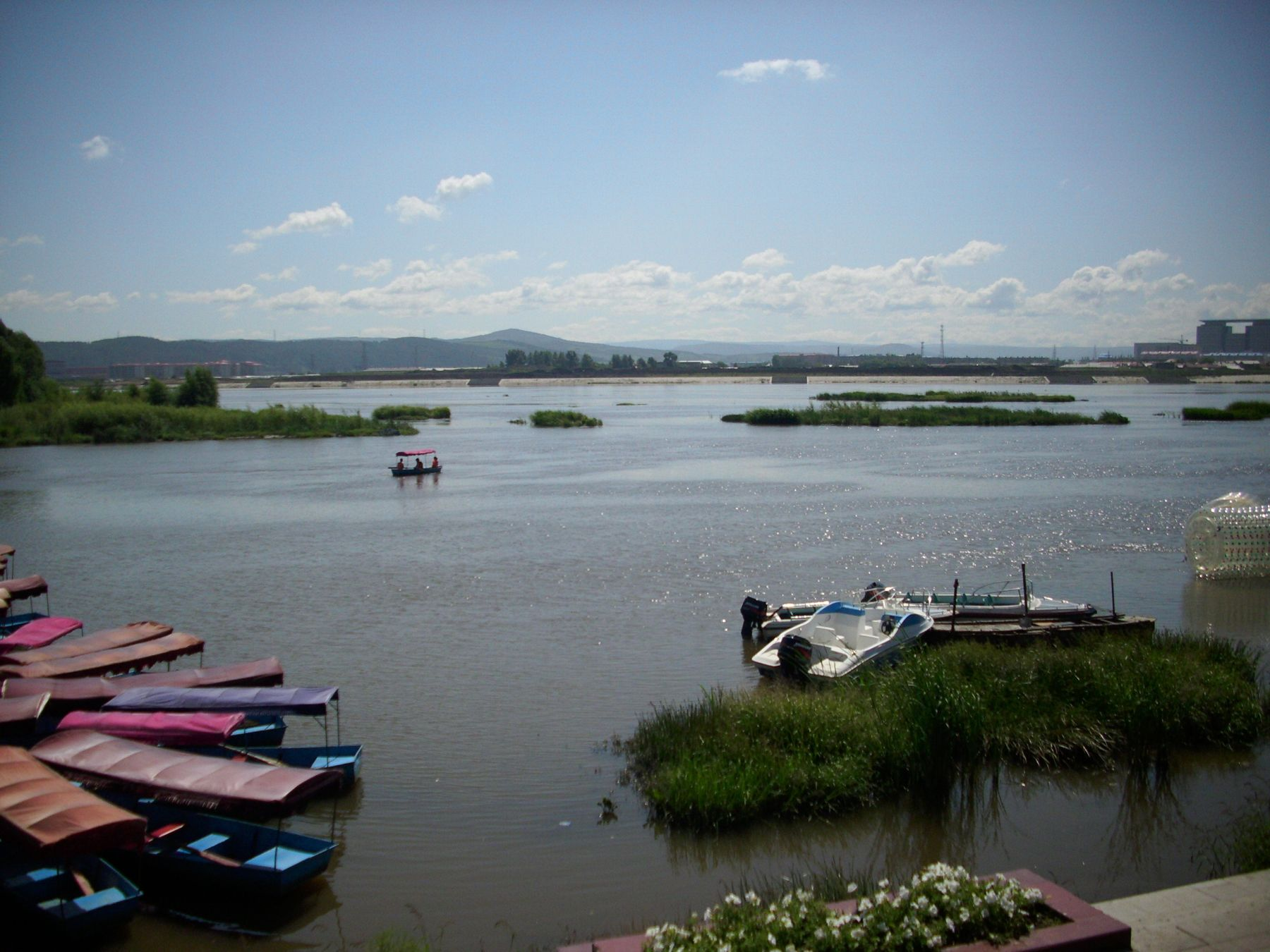
牡丹江全景

## 友好城市

### 國際友好城市
- 日本 大津市
- 芬兰 于維斯屈萊市
- 俄羅斯 雙城子
- 俄羅斯 伯力
- 莫斯曼市
- 京畿道坡州市
- 京畿道光明市

### 國內姐妹城市
| - 吉林省：吉林市(1989年)、延边朝鲜族自治州(2009年) - 四川省：德阳市(1989年)、成都市(1990年)、绵阳市(1995年) - 山东省：威海市(1990年)、潍坊市(1990年)、菏泽市(2007年) - 北京市：东城区(1985年)、西城区(2006年) - 上海市：黄浦区(1986年)、嘉定区(2005年) - 河北省：邯郸市(1985年)、唐山市(1992年) | - 辽宁省：丹东市(1986年)、营口市(1986年) - 河南省：郑州市(1992年)、平顶山市(1991年) - 云南省：红河州(1987年) - 广东省：湛江市(1988年) - 江西省：南昌市(1988年) - 湖北省：襄樊市(1990年) | - 黑龙江省：齐齐哈尔市(1991年) - 内蒙古：赤峰市(1991年) - 福建省：石狮市(1992年) - 天津市：大港区(2003年) - 浙江省：嘉兴市(2007年) - 广西壮族自治区：崇左市 (2009年) |